# Norbert Likulia Bolongo
Norbert Likulia Bolongo (Basoko, 8 juli 1939) is een voormalige Zaïrees politicus en generaal. Hij diende als de laatste Premier van Zaïre van 9 april 1997 tot 16 mei 1997, voordat hij werd afgezet na de Eerste Congolese Burgeroorlog. Hij werd geboren in Basoko, Orientale Provincie, Belgisch-Congo. Bolongo studeerde aan de Universiteit van Aix-Marseille in Frankrijk.
Mpinga Kasenda · 
André Bo-Boliko Lokonga · 
Jean Nguza Karl-i-Bond · 
N'Singa Udjuu · 
Léon Kengo Wa Dondo · 
Mabi Mulumba · 
Jules-Fontaine Sambwa Pida Nbagui ·
Lunda Bululu ·
Crispin Mulumba Lukoji · 
Étienne Tshisekedi · 
Bernardin Mungul Diaka · 
Faustin Birindwa · 
Norbert Likulia Bolongo
- International Standard Name Identifier: 0000 0000 7981 5712
- Library of Congress Control Number: n82253415
- Nederlandse Thesaurus van Auteursnamen: 086132687
- Système universitaire de documentation: 059928654
- Virtual International Authority File: 3836547
- WorldCat: E39PBJcrbmpvTrYPvxxbXBR7pP